# Ишмекеево
Ишмеке́ево (баш. Ишмәкәй) — деревня в Учалинском районе Башкортостана России, относится к Уразовскому сельсовету.

## Население
| 2002 | 2009 | 2010 |
| ---- | ---- | ---- |
| 291  | ↗296 | ↘251 |

Национальный состав
Согласно переписи 2002 года, преобладающая национальность — башкиры (98 %).

## Географическое положение
Расстояние до:
- районного центра (Учалы): 37 км,
- центра сельсовета (Уразово): 9 км,
- ближайшей железнодорожной станции (Учалы): 38 км

## Известные ишмекеевцы
- Шаяхметов, Фазулла Зайнуллович (1929—2002) — тракторист колхоза «Коммунар» Учалинского района, Герой Социалистического Труда (1966).